# 首阳镇
首阳镇，是中华人民共和国甘肃省定西市陇西县下辖的一个乡镇级行政单位。

## 行政区划
首阳镇下辖以下地区：
三十铺村、樵家河村、南门村、首阳村、董家堡村、王家磨村、石家磨村、禄家门村、菜子坪村、蒲家山村、罗家山村、梁家营村、新华村、廿里铺村、李家营村和水月坪村。